# Svojkov
Svojkov település Csehországban, Česká Lípa-i járásban. Svojkov Zákupy, Sloup v Čechách, Nový Bor, Česká Lípa és Cvikov településekkel határos. Lakosainak száma 274 fő (2024. január 1.).

## Népesség
A település lakosságának változását az alábbi diagram mutatja:
| Lakosok száma | 650  | 501  | 401  | 189  | 112  | 187  | 237  | 254  | 259  | 274  |
|               | 1869 | 1900 | 1921 | 1961 | 1980 | 2011 | 2016 | 2019 | 2021 | 2024 |